# لزلی باربر
- لزلی باربر (به انگلیسی: Lesley Barber) آهنگساز اهل کانادا که در زمینه‌های مختلف از جمله فیلم و تئاتر مشغول فعالیت است. از جمله فیلم‌هایی که او آهنگسازی آنها را انجام داده می‌توان به فیلم‌های منچستر بای د سی، آخر شب، می‌توانی روی من حساب کنی و منسفیلد پارک (فیلم) اشاره کرد.[۱]

## فیلم‌شناسی
- آخر شب
- منچستر بای د سی
- هزاران سال دعاهای خوب
- ما دیگر اینجا زندگی نمی‌کنیم
- می‌توانی روی من حساب کنی
- منسفیلد پارک (فیلم)